# Chaulafán
El chaulafán es un tipo de arroz frito consumido en Ecuador. Según cronistas del siglo XIX, el chaulafán es un plato cuyo origen se encuentra en la ciudad de Quevedo, donde alcanzó popularidad y arraigó hasta convertirse en el alimento más típico y completo de esta región. El chaulafán comenzó a cocinarse con la primera ola de inmigración oriental, que llegó al Ecuador entre 1840 y 1860. Siendo un plato típico de parejas enamoradas (S-X).
Tiene como base o plato de origen el arroz frito, pero difiere en los ingredientes y aderezos, ya que al llegar a la ciudad los inmigrantes asiáticos supieron aprovechar las sobras de las fritadas y otros diversos platos locales. En este contexto, el chaulafán surgió como el preparado de arroz cocido y frío mezclado con huevos revueltos, aceite, algunas verduras, pollo, camarón, res, cerdo y salsa china. 
Es importante tener en cuenta que el arroz no puede estar recién cocido, porque al calentarlo desprendería gran cantidad de agua y el resultado sería demasiado caldoso. Debe estar frío y seco, para ser usado como base de la mezcla. Otro detalle de la evolución de este plato viene dado por la incorporación del aceite y el huevo, cuya primera función fue evitar que el arroz quedara pegado al recipiente redondo y profundo en el que se prepara (wok). 
Este plato constituye hoy en día el manjar estrella de los "chifas" del chino "chi" (Comer) y "fan" (arroz) nombre con que se conoce a los restaurantes de comida china en Perú, Ecuador y América Latina.
El chaulafán es el principal, y muchas veces el único, plato de este tipo de restaurantes que son más comunes en las ciudades ecuatorianas. Principalmente en la ciudad de Quevedo, que es reconocida por ser el lugar donde se creó dicho plato, haciéndolo plato típico de esta ciudad.[cita requerida]. 